# Ударний синтез
Ударний синтез — це процес утворення складних органічних хімічних речовин шляхом високошвидкісного удару простих амінокислот, який, теоретично, може відбуватися при зіткненні комети з планетарним тілом, або внаслідок ударної хвилі, створеної громом. Гіпершвидкісний удар типової кометної крижаної суміші призвів до утворення кількох амінокислот після гідролізу. До них відносяться рівні кількості D- і L- аланіну, а також небілкові амінокислоти α-аміноізомасляна кислота та ізовалін, а також їхні попередники.